# Всемирный день моря
Всемирный день моря (на других официальных языках ООН: англ. World Maritime Day, араб. يوم الملاحة البحرية العالمي, ‎исп. Dia Maritimo Mundial, кит. 世界海事日, фр. Journee mondiale de la mer
) был учреждён на 10-й сессии Ассамблеи Международной морской организацией (IMO), отмечается начиная с 1978 года. Входит в систему всемирных и международных дней ООН.
Всемирный день моря посвящён проблемам экологической безопасности морских перевозок, сохранению биоресурсов. До 1980 г. отмечался 17 марта, но затем стал отмечаться в один из дней последней недели сентября. В каждой стране правительство само определяет конкретную дату.

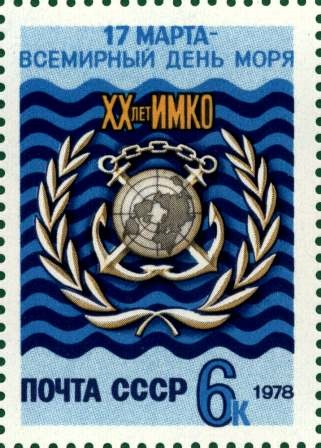
Почтовая марка СССР, 1978, посвящённая Всемирному дню моря

## Ежегодные темы
- 2019 – «Укрепление роли женщин в морском сообществе»
- 2018
- 2017
- 2016
- 2015
- 2014
- 2013
- 2012
- 2011 — «Пиратство: подготовка ответа»
- 2010 — «Год моряка»